# Can Nespler (Moià)
Can Nespler és una masia situada en el terme municipal de Moià, a la comarca catalana del Moianès. Està situada al nord-est de Moià, al costat mateix de l'església de Sant Pere de Ferrerons, al nord del Serrat de Ferrerons i al sud-oest del Serrat de l'Espelta.